# Tóth Norbert (labdarúgó, 1976)
Tóth Norbert (Szombathely, 1976. augusztus 11. –) magyar válogatott labdarúgó.

## Pályafutása

### Klubcsapatban
Az élvonalban 1993 őszén mutatkozott be a Szombathelyi Haladás színeiben, amely akkor kiesett. Tóth ezután szerepelt a Püspökmolnári, a Videoton, az Újpest, a Vasas, a REAC és a görög Panioniosz csapataiban is.
A 2003. május 14-én lejátszott Videoton FC-Budapest Honvéd (1-2) bajnoki mérkőzés után kirobbant bundabotrány miatt két hónapos eltiltással sújtotta a liga fegyelmi bizottsága.
2007 nyarán 3 éves szerződést kötött a ZTE csapatával.
2008 januárjában igazolt vissza nevelőegyesületéhez, Szombathelyre, amivel még abban az idényben NB2-es bajnokságot nyert.

### A válogatottban
A válogatottban Bicskei Bertalan irányítása alatt mutatkozott be 1998. március 25-én Bécsben, egy Ausztria elleni győztes mérkőzésen. Összesen 19-szer ölthette magára a címeres mezt. Egyetlen válogatottbeli gólját 2002-ben szerezte egy Moldávia elleni barátságos mérkőzésen Chisinăuban, melyen 2:0-ra győzött a magyar válogatott.

## Sikerei, díjai
- Újpest FC:
  - Magyar bajnok: 1998
  - Magyar bajnoki bronzérmes: 1997, 2003, 2005
- Budapesti Vasas:
  - Magyar bajnoki bronzérmes: 2000
- Szombathelyi Haladás:
  - Magyar bajnoki bronzérmes: 2008

## Statisztika

### Mérkőzései a válogatottban
| Magyarország | Magyarország        | Magyarország                    | Magyarország        | Magyarország | Magyarország        | Magyarország | Magyarország | Magyarország |
| #            | Dátum               | Helyszín                        | Hazai               | Eredmény     | Vendég              | Kiírás       | Gólok        | Esemény      |
| ------------ | ------------------- | ------------------------------- | ------------------- | ------------ | ------------------- | ------------ | ------------ | ------------ |
| 1.           | 1998. március 25.   | Bécs, Ernst Happel Stadion      | Ausztria            | 2 – 3        | Magyarország        | barátságos   | -            | 89'          |
| 2.           | 1998. április 20.   | Teherán, Azadi Stadion          | Irán                | 0 – 2        | Magyarország        | LG-kupa      | -            | 48'          |
| 3.           | 1998. április 22.   | Teherán, Azadi Stadion (IRN)    | Macedónia           | 0 – 0        | Magyarország        | LG-kupa      | -            | 85'          |
| 4.           | 1998. május 27.     | Nyíregyháza, Városi Stadion     | Magyarország        | 1 – 0        | Litvánia            | barátságos   | -            | 59'          |
| 5.           | 1998. augusztus 19. | Zalaegerszeg, ZTE Stadion       | Magyarország        | 2 – 1        | Szlovénia           | barátságos   | -            | 46'          |
| 6.           | 1998. október 14.   | Budapest, Népstadion            | Magyarország        | 1 – 1        | Románia             | Eb-selejtező | -            | 69'          |
| 7.           | 1999. március 10.   | Budapest, Üllői úti Stadion     | Magyarország        | 1 – 1        | Bosznia-Hercegovina | barátságos   | -            | 51'          |
| 8.           | 1999. március 27.   | Budapest, Üllői úti Stadion     | Magyarország        | 5 – 0        | Liechtenstein       | Eb-selejtező | -            | 76'          |
| 9.           | 1999. március 31.   | Pozsony, Tekelné Pole Stadion   | Szlovákia           | 0 – 0        | Magyarország        | Eb-selejtező | -            |              |
| 10.          | 1999. április 28.   | Budapest, Népstadion            | Magyarország        | 1 – 1        | Anglia              | barátságos   | -            | 89'          |
| 11.          | 2001. február 28.   | Zenica                          | Bosznia-Hercegovina | 1 – 1        | Magyarország        | barátságos   | -            |              |
| 12.          | 2001. március 7.    | Ammán                           | Jordánia            | 1 – 1        | Magyarország        | barátságos   | -            | 46'          |
| 13.          | 2002. március 27.   | Chișinău                        | Moldova             | 0 – 2        | Magyarország        | barátságos   | 1            | 46' 50'      |
| 14.          | 2002. április 17.   | Debrecen                        | Magyarország        | 2 – 5        | Fehéroroszország    | barátságos   | -            | 37'          |
| 15.          | 2002. május 8.      | Pécs                            | Magyarország        | 0 – 2        | Horvátország        | barátságos   | -            | 90+1'        |
| 16.          | 2003. április 30.   | Budapest, Megyeri úti Stadion   | Magyarország        | 5 – 1        | Luxemburg           | barátságos   | -            | 73'          |
| 17.          | 2005. május 31.     | Metz, Stade Saint-Symphorien    | Franciaország       | 2 – 1        | Magyarország        | barátságos   | -            | 46'          |
| 18.          | 2005. június 4.     | Reykjavík, Laugardalsvöllur     | Izland              | 2 – 3        | Magyarország        | vb-selejtező | -            | 90+1'        |
| 19.          | 2005. augusztus 17. | Budapest, Puskás Ferenc Stadion | Magyarország        | 1 – 2        | Argentína           | barátságos   | -            | 87'          |
|              | Összesen            |                                 |                     | 19           | mérkőzés            |              | 1            | gól          |